# ائوسبیو ارناندس
ائوسبیو ارناندس (اسپانیایی: Eusebio Hernández‎; ۲۶ ژوئن ۱۹۱۱ – ۲۱ ژوئن ۱۹۹۷) بازیکن بسکتبال اهل شیلی بود. وی در بازی‌های المپیک تابستانی ۱۹۳۶ شرکت کرده‌است.